# David Koresh

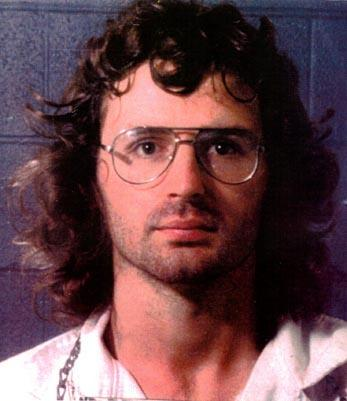
David Koresh (1987)

David Koresh (eigentlich Vernon Wayne Howell; * 17. August 1959 in Houston, Texas; † 19. April 1993 in Waco, Texas) war ein US-amerikanischer Sektenführer und selbsternannter Prophet der Branch Davidians, einer Abspaltung der Davidianer. Er starb während der Erstürmung seines Hauptquartiers durch das FBI.

## Leben
Howell nahm um 1985 den Namen David Koresh an, wobei sich der Vorname auf den biblischen König David und der Nachname auf den persischen König Kyros II. bezog. In Koreshs Lesart bezog er sich jedoch auch auf den vierten der Apokalyptischen Reiter.
Koresh war Anführer der Branch Davidians, einer eschatologischen Abspaltung der Davidianer-Sekte. Er band seine Anhänger mit seiner unorthodoxen Auslegung der Johannesoffenbarung und seiner charismatischen Persönlichkeit an sich. Während er seinen männlichen Kultanhängern sexuelle Enthaltsamkeit predigte, schwängerte er selbst mehrere Frauen der Gruppe. Von seinen mutmaßlich 17 Kindern starben 12 beim Sturm in Waco.
Von 1984 bis 1993 war Koresh mit Rachel Jones verheiratet. Sie starb wie viele der Sektenmitglieder beim Sturm des Sektenhauptquatiers in Waco.
Koresh starb beim Sturm des Sektenhauptquartiers in Waco durch das FBI, in dessen Verlauf ein Brand ausbrach.